# Alonso Osorio
Alonso Osorio (Lima, 1590-23 de enero de 1656), sacerdote y catedrático criollo que ocupó importantes cargos eclesiásticos y académicos en el Virreinato del Perú. Ostentó el cargo de Rector de la Universidad de San Marcos.

## Biografía
A poco de haber hecho su profesión religiosa, el arzobispo Bartolomé Lobo Guerrero lo nombró juez visitador para la extirpación de idolatrías indígenas (1619). Sucesivamente, acompañó a los jesuitas Juan de Cuevas, Pedro de Silva y Bartolomé Gómez en la visita a los poblados de Andajes (1621) primero y luego a Huarochirí, esta vez junto a Juan de Cuevas y Rodrigo Dávila.
Posteriormente, se le hizo merced de un curato en Lima (1635) y teniendo en cuenta su dominio de la lengua quechua, se le concedió la cátedra de Lengua Índica en la Universidad de San Marcos, donde incluso llegaría al rectorado (1645-1646). Designado canónigo del Cabildo Metropolitano de Lima (1654), se consagró a sus labores eclesiásticas hasta su muerte.
| Predecesor: Juan Blázquez de Valverde | Rector de la Universidad de San Marcos 1645-1646 | Sucesor: Pedro de Cárdenas y Arbieto |